# 大木勉
大木勉（1976年2月23日—），前日本職業足球員，日本20歲以下足球代表隊成員。

## 俱乐部生涯
1995年，大木勉在廣島三箭开始足球生涯。2000年转会至大分三神，2007年转会至愛媛FC。2012年，引退。

## 日本國家足球隊
大木勉参加了1995年世界青年錦標賽。

## 外部連結
- （日語）J.League Data Site（页面存档备份，存于）